# Claus Möckel
Claus Möckel (* 20. August 1921 in Berlin; † 14. Oktober 2019 in Karlsruhe) war ein deutscher Architekt.  Seine Tätigkeit brachte in Karlsruhe stadtbildprägende Gebäude hervor wie u. a. 1961 bis 1965 das frühere Verwaltungsgebäude der Badenwerk AG am Ettlinger Tor.

## Leben und Wirken
Claus Möckel absolvierte 1939 sein Abitur am Gymnasium in Lübeck und begann 1940/41 ein Architekturstudium an der TU Berlin. Sein Studium setzte er ab 1949 an der TH Karlsruhe fort und erwarb 1952 das Diplom bei Egon Eiermann. Von 1952 bis 1978 war er als freier Architekt mit Norbert Schmidt im Architekturbüro Möckel & Schmidt in Karlsruhe tätig. Ab 1978 führte er das Architekturbüro Möckel, ab 1985 als Architekturbüro Möckel und Partner.
Möckel starb im Oktober 2019 und wurde auf dem Friedhof in Durlach bestattet. Die Arbeitsgemeinschaft Karlsruher Stadtbild betont, „dass mit Claus Möckel ein Zeitzeuge der Nachkriegs-Architektur verstorben sei, der bis zum Ende seines Lebens mit wachem Blick auf die baulichen Entwicklungen seiner Wahlheimat Karlsruhe geschaut hat“.

## Werkauswahl

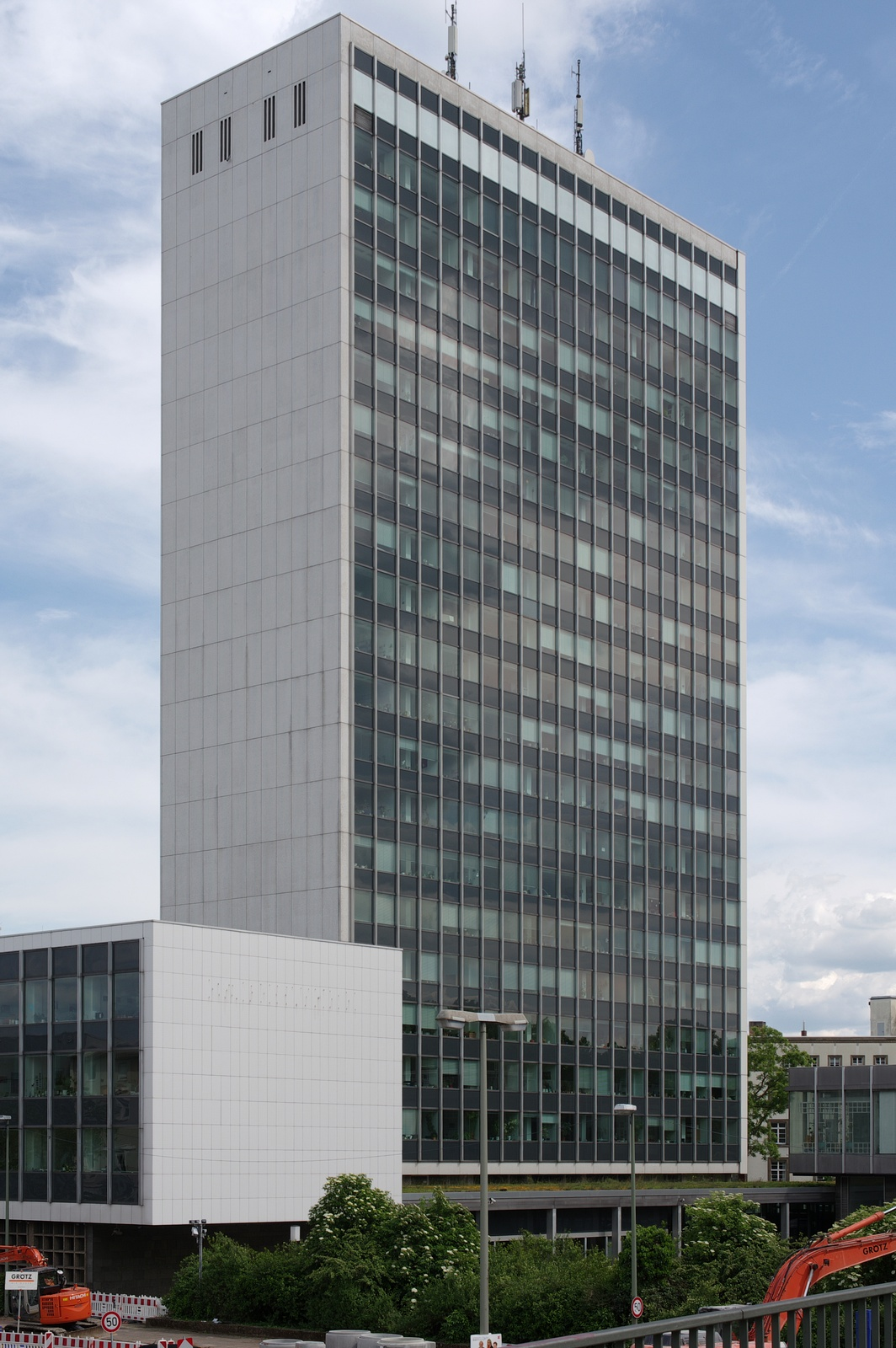
Badenwerk-Hochhaus

- Wiederaufbau Markgräfliches Palais Karlsruhe 1960–1963
- Verwaltungsgebäude der Badenwerk Karlsruhe 1960–1965 (Denkmalschutz,[2] dennoch Abbruch)
- Evangelisches Gemeindezentrum Karlsruhe-Waldstadt-Nord 1965–1969
- Bebauungsplan Wohngebiet Buschweg Karlsruhe-Rüppurr ab 1971
- Baugebiet Pfinztor Karlsruhe-Durlach ab 1972
- Betriebsbüro Badenwerk Hardt 1972–1975
- Hochbauten Staustufe Iffezheim 1976–1978
- Kernkraftwerk Philippsburg ab 1971
- Bank für Gemeinwirtschaft Karlstraße Karlsruhe 1975–1977
- Umbau und Sanierung Fasanenschlösschen Karlsruhe 1980/81
- Rheinhafen-Dampfkraftwerk Karlsruhe ab 1981
- Kammertheater am Rondellplatz 1984/85
- Außensanierung Schloss Karlsruhe 1987–1989
- Zentralwerkstatt Badenwerk 1988
- Selbsthilfe-Wohnbaugenossenschaft Karlsruhe 1991
- Dachausbau Roonstraße Karlsruhe 1991